# Crippleware
Onder crippleware wordt software verstaan waaruit een deel van de functionaliteit is verwijderd. Zo kan bijvoorbeeld het opslaan van het resultaat uit het programma gehaald zijn.
Crippleware en shareware zijn overlappende begrippen. Vaak is een sharewareprogramma ook niet compleet. Meestal mag een sharewareprogramma maar een maand gebruikt worden, terwijl crippleware soms onbeperkt gebruikt mag worden.